# Division d'Honneur 1903-04
La Primera División de Bélgica 1903/04 fue la novena temporada de la máxima competición futbolística en Bélgica.

## Tabla de posiciones

### Grupo A
| Pos | Equipo                               | PJ | PG | PE | PP | GF | GC | Pts | DG  | Notas                                |
| --- | ------------------------------------ | -- | -- | -- | -- | -- | -- | --- | --- | ------------------------------------ |
| 1   | Union Saint-Gilloise                 | 12 | 11 | 0  | 1  | 60 | 14 | 22  | +46 | Clasificado a la ronda final         |
| 2   | F.C. Brugeois                        | 12 | 8  | 1  | 3  | 51 | 24 | 17  | +27 | Clasificado a la ronda final         |
| 3   | C.S. Brugeois                        | 12 | 7  | 3  | 2  | 31 | 18 | 17  | +13 |                                      |
| 4   | Antwerp F.C.                         | 12 | 5  | 1  | 6  | 23 | 32 | 11  | -9  |                                      |
| 5   | Olympia Club de Bruxelles            | 12 | 2  | 2  | 8  | 22 | 49 | 6   | -27 | No participa en la próxima temporada |
| 6   | Beerschot A.C.                       | 11 | 2  | 1  | 8  | 21 | 47 | 5   | -26 |                                      |
| 7   | Athletic & Running Club de Bruxelles | 11 | 1  | 2  | 8  | 13 | 37 | 4   | -24 |                                      |

PJ = Partidos jugados; PG = Partidos ganados; PE = Partidos empatados; PP = Partidos perdidos; GF = Goles a favor; GC = Goles en contra; Pts = Puntos; DG = Diferencia de goles

### Grupo B
| Pos | Equipo                    | PJ | PG | PE | PP | GF | GC | Pts | DG  | Notas                        |
| --- | ------------------------- | -- | -- | -- | -- | -- | -- | --- | --- | ---------------------------- |
| 1   | Racing Club de Bruxelles  | 8  | 5  | 1  | 2  | 33 | 12 | 11  | +21 | Clasificado a la ronda final |
| 2   | Léopold Club de Bruxelles | 8  | 4  | 2  | 2  | 21 | 16 | 10  | +5  | Clasificado a la ronda final |
| 3   | Daring Club de Bruxelles  | 8  | 3  | 2  | 3  | 17 | 26 | 8   | -9  |                              |
| 4   | F.C. Liégeois             | 8  | 3  | 0  | 5  | 11 | 24 | 6   | -13 |                              |
| 5   | C.S. Verviétois           | 8  | 2  | 1  | 5  | 20 | 24 | 5   | -4  |                              |

PJ = Partidos jugados; PG = Partidos ganados; PE = Partidos empatados; PP = Partidos perdidos; GF = Goles a favor; GC = Goles en contra; Pts = Puntos; DG = Diferencia de goles

### Ronda final
| Pos | Equipo                    | PJ | PG | PE | PP | GF | GC | Pts | DG  |
| --- | ------------------------- | -- | -- | -- | -- | -- | -- | --- | --- |
| 1   | Union Saint-Gilloise      | 6  | 6  | 0  | 0  | 25 | 4  | 12  | +21 |
| 2   | Racing Club de Bruxelles  | 6  | 2  | 2  | 2  | 11 | 10 | 6   | +1  |
| 3   | F.C. Brugeois             | 6  | 1  | 2  | 3  | 10 | 17 | 4   | -7  |
| 4   | Léopold Club de Bruxelles | 6  | 0  | 2  | 4  | 5  | 20 | 2   | -15 |

PJ = Partidos jugados; PG = Partidos ganados; PE = Partidos empatados; PP = Partidos perdidos; GF = Goles a favor; GC = Goles en contra; Pts = Puntos; DG = Diferencia de goles